# Echo & the Bunnymen
Gli Echo & the Bunnymen sono un gruppo musicale britannico post-punk formatosi a Liverpool nel 1978. Inizialmente il gruppo era composto da Ian McCulloch, Will Sergeant e Les Pattinson e successivamente dal batterista Pete De Freitas. Sono diventati famosi per album come Heaven Up Here, Porcupine e Ocean Rain in cui è contenuta la canzone The Killing Moon.

## Storia

### L'inizio
Il cantante Ian McCulloch faceva inizialmente parte del gruppo Crucial Three, assieme a Pete Wylie (futuro membro degli Wah!) e Julian Cope (futuro membro dei The Teardrop Explodes). McCulloch poi formò con il chitarrista Will Sergeant e il bassista Les Pattinson gli Echo & the Bunnymen, il cui album di debutto fu Crocodiles (1980). Durante la registrazione del primo album si aggiungerà al gruppo il batterista Pete de Freitas.
Il primo album ebbe un moderato successo, ma sarà il successivo Heaven Up Here (1981) a consacrarli definitivamente. 
Nel 1983 uscì Porcupine, il quale riscosse un successo ancora maggiore rispetto al precedente album, raggiungendo il secondo posto in classifica nel Regno Unito.
L'album Porcupine fu acclamato dalla critica e dal pubblico grazie anche ai singoli The Back of Love e The Cutter che balzarono in vetta alle classifiche. 
Esattamente un anno dopo il gruppo pubblicò Ocean Rain, uno dei migliori album del quartetto, dal quale furono estratti come singoli Never Stop, Silver, Seven Seas e, soprattutto, The Killing Moon, la canzone più nota del gruppo. 
Nel 1985 uscì la raccolta Songs to Learn and Sing, che riscosse anch'essa un buon successo. Il clima all'interno del gruppo però era teso e così De Freitas lasciò a causa dei frequenti litigi con gli altri componenti.
Il successivo album, l'omonimo Echo & the Bunnymen, fu registrato con l'ex batterista degli Haircut One Hundred Mark Fox, ma quando De Freitas ritornò nel gruppo nel 1986, l'album fu registrato nuovamente. L'album uscì nel 1987 e divise pubblico e critica. Fu comunque giudicato inferiore ai precedenti lavori della band.
Nel 1988 McCulloch lasciò i Bunnymen e un anno dopo il batterista Pete De Freitas morì in un incidente stradale con la sua motocicletta. La nuova formazione del gruppo quindi comprendeva oltre a Will Sergeant e a Les Pattinson, il cantante Noel Burke, il batterista Damon Reece e il tastierista Jake Brockman che aveva già lavorato con la formazione originale in diversi tour e soprattutto aveva collaborato alla realizzazione dell'omonimo album del 1987. L'album realizzato dalla nuova formazione, Reverberation, fu un flop nonostante l'ottima vena compositiva e la qualità dei pezzi, e così la band decise di sciogliersi. Nel frattempo, Ian McCulloch otteneva un moderato successo con gli album solisti Candleland (1989) e Mysterio (1992).

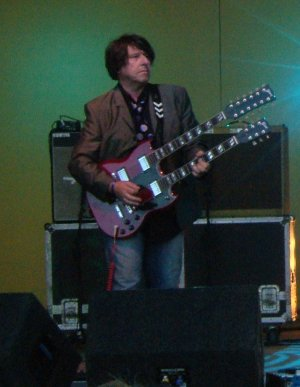
Il chitarrista Will Sergeant

### Di nuovo insieme
Nel 1994 McCulloch e Sergeant tornarono a lavorare insieme sotto il nome di Electrafixion e tre anni dopo si riformò il trio originale con il bassista Les Pattinson. Il gruppo ritornato compatto pubblicò l'album Evergreen (1997).
Prima della realizzazione dell'album What Are You Going to Do with Your Life? (1999), Pattinson decise di uscire dal gruppo per prendersi cura di sua madre. Senza di lui McCulloch e Sergeant continuarono e, tra un tour e l'altro, registrarono gli album Flowers (2001) e Siberia (2005).
Attualmente ai concerti collaborano il batterista Simon Finley, il bassista Stephen Brennan, il chitarrista Gordy Goudie e il tastierista Paul Fleming. Nel 2011 furono all'Heineken Jammin' Festival 2011.

## Discografia

### Album in studio
- 1980 – Crocodiles
- 1981 – Heaven Up Here
- 1983 – Porcupine
- 1984 – Ocean Rain
- 1987 – Echo & the Bunnymen
- 1990 – Reverberation
- 1997 – Evergreen
- 1999 – What Are You Going to Do with Your Life?
- 2001 – Flowers
- 2005 – Siberia
- 2009 – The Fountain
- 2014 – Meteorites
- 2018 – The Stars, The Oceans & The Moon

### Raccolte
- 1985 – Songs to Learn & Sing
- 1996 – Ballyhoo
- 2001 – Crystal Days 1979-1999 (4 CD Set)
- 2006 – More Songs to Learn and Sing

### Album dal vivo
- 2002 – Live in Liverpool
- 2006 – Me I'm All Smiles

### EP
- 1981 - Shine So Hard
- 1984 - The Sound of Echo
- 1988 - The Peel Sessions
- 1988 - New Live and Rare
- 1997 - World Tour E.P.
- 2000 - Avalanche
- 2009 - Live from Glasgow

### Singoli
| Anno | Singolo                          | Posizione massima in classifica | Posizione massima in classifica | Posizione massima in classifica | Posizione massima in classifica | Posizione massima in classifica | Posizione massima in classifica | Album                                    |
| Anno | Singolo                          | UK                              | USA Alt. Rock                   | Canada RPM Alt 30               | IRL                             | NZ                              | Australia (Kent Music Report)   | Album                                    |
| ---- | -------------------------------- | ------------------------------- | ------------------------------- | ------------------------------- | ------------------------------- | ------------------------------- | ------------------------------- | ---------------------------------------- |
| 1979 | The Pictures on My Wall          | —                               | —                               | —                               | —                               | —                               | —                               | Crocodiles                               |
| 1980 | Rescue                           | 62                              | —                               | —                               | —                               | —                               | —                               | Crocodiles                               |
| 1980 | The Puppet                       | —                               | —                               | —                               | —                               | —                               | —                               | Singolo non in album                     |
| 1981 | A Promise                        | 49                              | —                               | —                               | —                               | —                               | —                               | Heaven Up Here                           |
| 1981 | Over the Wall                    | —                               | —                               | —                               | —                               | —                               | —                               | Heaven Up Here                           |
| 1982 | The Back of Love                 | 19                              | —                               | —                               | 24                              | —                               | —                               | Porcupine                                |
| 1983 | The Cutter                       | 8                               | —                               | —                               | 10                              | 30                              | 67                              | Porcupine                                |
| 1983 | Never Stop                       | 15                              | —                               | —                               | 8                               | 49                              | —                               | Singolo non in album                     |
| 1984 | The Killing Moon                 | 9                               | —                               | —                               | 7                               | 12                              | 96                              | Ocean Rain                               |
| 1984 | Silver                           | 30                              | —                               | —                               | 14                              | —                               | —                               | Ocean Rain                               |
| 1984 | Seven Seas                       | 16                              | —                               | —                               | 10                              | —                               | —                               | Ocean Rain                               |
| 1985 | Bring On the Dancing Horses      | 21                              | —                               | —                               | 15                              | 31                              | 78                              | Songs to Learn & Sing                    |
| 1987 | The Game                         | 28                              | —                               | —                               | —                               | —                               | —                               | Echo & the Bunnymen                      |
| 1987 | Lips Like Sugar                  | 36                              | —                               | —                               | 24                              | 43                              | —                               | Echo & the Bunnymen                      |
| 1987 | Bedbugs and Ballyhoo             | —                               | —                               | —                               | —                               | —                               | —                               | Echo & the Bunnymen                      |
| 1987 | People Are Strange               | 29                              | —                               | —                               | 13                              | —                               | —                               | Colonna sonora di Ragazzi perduti        |
| 1990 | Enlighten Me                     | 96                              | 8                               | —                               | —                               | —                               | —                               | Reverberation                            |
| 1991 | Prove Me Wrong                   | —                               | —                               | —                               | —                               | —                               | —                               | Singolo non in album                     |
| 1992 | Inside Me Inside You             | —                               | —                               | —                               | —                               | —                               | —                               | Singolo non in album                     |
| 1997 | Nothing Lasts Forever            | 8                               | —                               | —                               | —                               | —                               | —                               | Evergreen                                |
| 1997 | I Want to Be There When You Come | 30                              | 26                              | 16                              | —                               | —                               | —                               | Evergreen                                |
| 1997 | Don't Let It Get You Down        | 50                              | —                               | —                               | —                               | —                               | —                               | Evergreen                                |
| 1999 | Rust                             | 22                              | —                               | —                               | —                               | —                               | —                               | What Are You Going to Do with Your Life? |
| 1999 | Get in the Car                   | —                               | —                               | —                               | —                               | —                               | —                               | What Are You Going to Do with Your Life? |
| 2001 | It's Alright                     | 41                              | —                               | —                               | —                               | —                               | —                               | Flowers                                  |
| 2001 | Make Me Shine                    | 84                              | —                               | —                               | —                               | —                               | —                               | Flowers                                  |
| 2005 | Stormy Weather                   | 55                              | —                               | —                               | —                               | —                               | —                               | Siberia                                  |
| 2005 | In the Margins                   | —                               | —                               | —                               | —                               | —                               | —                               | Siberia                                  |
| 2006 | Scissors in the Sand             | —                               | —                               | —                               | —                               | —                               | —                               | Siberia                                  |
| 2009 | Think I Need It Too              | —                               | —                               | —                               | —                               | —                               | —                               | The Fountain                             |
| 2014 | Lovers On the Run                | —                               | —                               | —                               | —                               | —                               | —                               | Meteorites                               |

### Altri singoli
| Anno | Canzone                                      | Singolo                                      | Note |
| ---- | -------------------------------------------- | -------------------------------------------- | --- |
| 1990 | What Time Is Love? (Mix)                     | What Time Is Love? (Remodelled & Remixed)    | Remix del singolo dei KLF. |
| 1998 | (How Does It Feel to Be) On Top of the World | (How Does It Feel to Be) On Top of the World | Canzone ufficiale dell'Inghilterra al Campionato mondiale di calcio del 1998 (Echo & the Bunnymen, Spice Girls, Ocean Colour Scene e Space). |